# Lucas Pouille
Lucas Pouille (23 de fevereiro de 1994) é um tenista profissional francês.